# Ernst von Eckardstein-Prötzel
Ernst Freiherr von Eckardstein-Prötzel (* 22. Mai 1824 in Prötzel bei Wriezen; † 1. März 1899 in Berlin) war ein Rittergutsbesitzer und Mitglied des Reichstages.
Eckardstein war ein Enkel von Ernst Jacob von Eckardstein, dem Begründer des Adelsgeschlechts Eckardstein. Seine Eltern waren Arnold von Eckardstein (1782–1856) und Sophie von Bredow (1805–1867) aus der Linie Eichhorst. 1842 legte er die Reifeprüfung am Gymnasium zum Grauen Kloster in Berlin ab und studierte anschließend bis 1845 Rechtswissenschaften in Heidelberg und Berlin. Nach seinem einjährigen Militärdienst wurde er 1846 Referendar am Berliner Kammergericht. 1848 schied er aus dem Staatsdienst aus und begann Studien der Land- und Forstwirtschaft und absolvierte eine Bankausbildung. 1851 bis 1856 bewirtschaftete er sein Rittergut Haselberg. Ab 1856 kamen zunächst durch Erbschaft acht Rittergüter und ab 1867 durch Zukauf weitere Rittergüter in seinen Besitz 1874 ersteigerte er die Kronthaler Quellen.
Eckardstein gehörte von 1859 bis 1861, von 1866 bis 1876 und von 1879 bis 1897 dem Preußischen Abgeordnetenhaus für den Wahlkreis Nieder- und Ober-Barnim, Angermünde an. 1871 bis 1874 und 1887 bis 1890 war er Mitglied des Reichstags. Dorthin wählte ihn der Wahlkreis Potsdam 5 (Ober-Barnim). Er war Mitglied der Deutschen Reichspartei. 1898 wurde er Mitglied des Preußischen Herrenhauses. Eckardstein wurde 1878 Rechtsritter des Johanniterordens.